# Arbeitsgericht Kaiserslautern

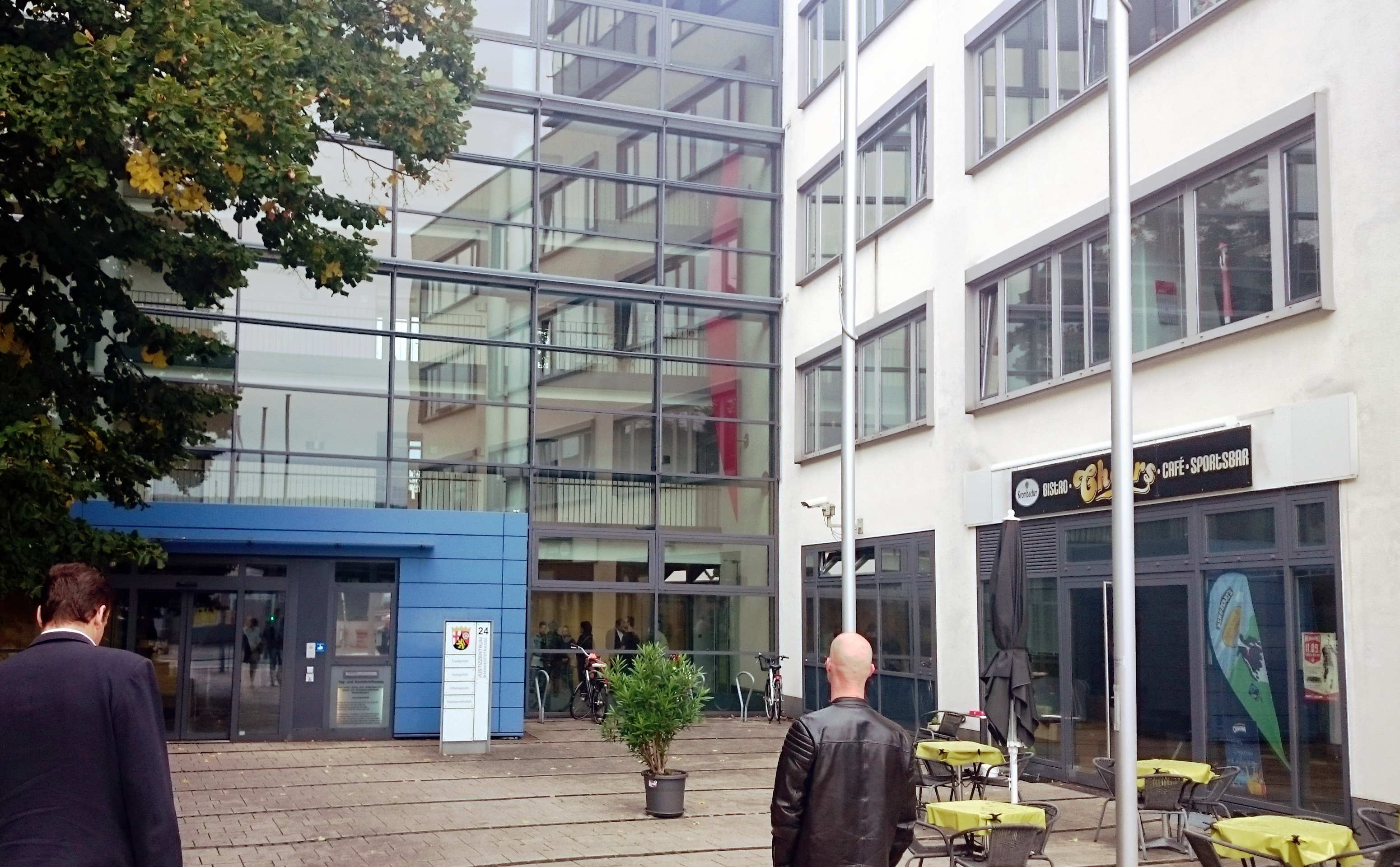
Eingang zum Justizzentrum Kaiserslautern

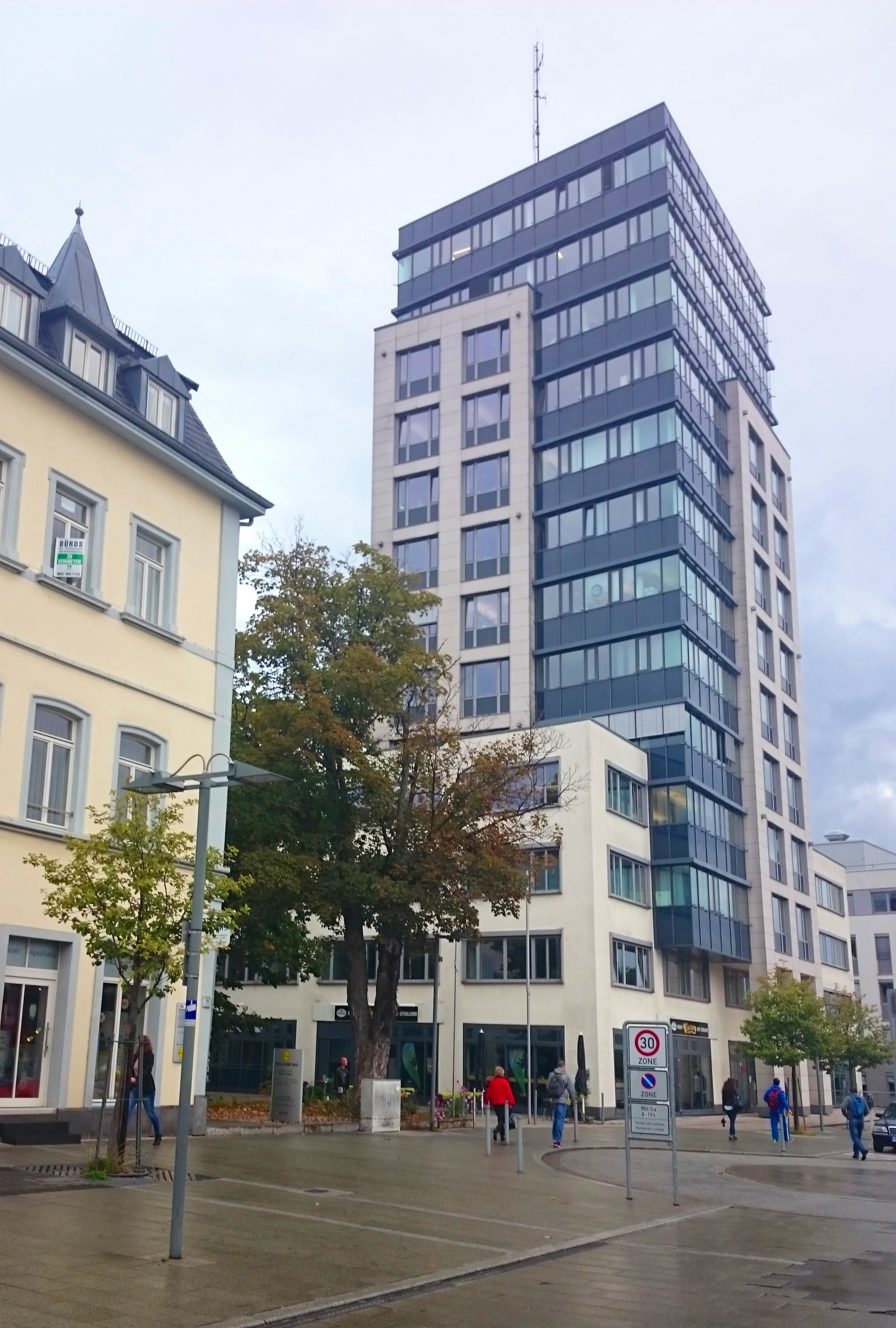
Büroturm des Justizzentrums Kaiserslautern

Das Arbeitsgericht Kaiserslautern, ein Gericht der Arbeitsgerichtsbarkeit, ist eines der fünf rheinland-pfälzischen Arbeitsgerichte.

## Gerichtssitz und -bezirk
Das Gericht hat seinen Sitz in Kaiserslautern in der Bahnhofstraße 24. In Pirmasens unterhält es „Auswärtige Kammern“. Gerichtstage werden auch in Zweibrücken, im Gebäude des Pfälzischen Oberlandesgerichts abgehalten.
Das Arbeitsgericht Kaiserslautern ist örtlich  für Rechtsstreitigkeiten aus den Städten Kaiserslautern, Pirmasens und Zweibrücken, dem Landkreis Kaiserslautern, dem Landkreis Kusel, dem Landkreis Südwestpfalz und dem Donnersbergkreis zuständig.
Die sachliche Zuständigkeit ergibt sich aus dem Arbeitsgerichtsgesetz.

## Übergeordnete Gerichte
Dem Arbeitsgericht Kaiserslautern sind das Landesarbeitsgericht Rheinland-Pfalz in Mainz und im weiteren Rechtszug das Bundesarbeitsgericht in Erfurt übergeordnet.

## Geschichte
Gemäß Arbeitsgerichtsgesetz vom 23. Dezember 1926 wurden in Deutschland Arbeitsgerichte gebildet. Diese waren nur in der ersten Instanz organisatorisch selbstständige Gerichte, die Landesarbeitsgerichte waren den Landgerichten zugeordnet. Am Landgericht Kaiserslautern entstand so 1927 das Landesarbeitsgericht Kaiserslautern als eines von 23 Landesarbeitsgerichten in Bayern. In Kaiserslautern entstand das Arbeitsgericht Kaiserslautern. Sein Sprengel umfasste den Sprengel der Amtsgerichte Kaiserslautern und Otterberg. Es bestand eine Kammer für Arbeiter, eine Angestelltenkammer für den Landesarbeitsamtsbezirk und eine Kammer für das Handwerk.
Bereits 1929 wurde die Zahl der Arbeitsgerichte deutlich reduziert. Der Sprengel des Arbeitsgerichts Kaiserslautern wurde um das Amtsgericht Wollstein erweitert. Das Landesarbeitsgericht Kaiserslautern wurde aufgehoben, seine Aufgabe übernahm das Landesarbeitsgericht Zweibrücken.
Nach der Besetzung Deutschlands durch die Alliierten wurden 1945 zunächst alle Gerichte geschlossen. Die ordentlichen Gerichte wurden schon bald wieder eröffnet, während die Arbeitsgerichte zunächst nicht wieder eingerichtet wurden, so dass arbeitsgerichtliche Streitigkeiten von den ordentlichen Gerichten erledigt werden mussten. Gemäß Kontrollratsgesetz 21 vom 30. März 1946 sollten in Deutschland Arbeitsgerichte aufgebaut werden. Mit Präsidialerlass vom 25. Juli 1946 sollten 10 Arbeitsgericht in Rheinland-Pfalz eingerichtet werden, darunter das in Kaiserslautern. Dies wurde jedoch nicht umgesetzt, da die Voraussetzung fehlten. Unter anderem bestanden noch keine Arbeitgeberverbände. Mit dem Gesetz zur Errichtung von Arbeitsgerichten und das Verfahren in Arbeitsgerichtsstreitigkeiten vom 6. November 1947 sowie der Landesverfügung über die Errichtung der Arbeitsgerichte und die örtliche Abgrenzug der Arbeitsgerichtsbezirke vom 15. März 1948 wurde eine neue Rechtsgrundlage geschaffen. Das Arbeitsgericht Kaiserslautern entstand so neu und war nun für die Städt Kaiserslautern und die Landkreise Kaiserslautern, Kirchheimbolanden, Kusel und Rockenhausen zuständig. Am 20. Januar 1949 nahm das Gericht seine Arbeit auf. Seinen Sitz hatte es zunächst im Gebäude Stiftsplatz 5. Ab 1966 war der Sitz Marktstraße 44/48 und ab 1960 am Maxplatz 9. 1963 bis 1971 wurde das Gebäude Stiftsplatz 6/7 und danach Altenhof 15 genutzt. 1977 zog das Gericht in die Kanalstraße 25 um.
Durch das Erste Landesgesetz zur Verwaltungsvereinfachung vom 28. Juli 1966 wurde die Arbeitsgerichte Pirmasens und Bad Kreuznach aufgehoben und deren Sprengel dem Arbeitsgericht Kaiserslautern zugeschlagen. In den beiden Orten wurden zunächst Zweigstellen des Arbeitsgerichtes Kaiserslautern geführt. Die Zweigstelle Bad Kreuznach kam 1977 als Zweigstelle zum Arbeitsgericht Mainz. Mit Landesgesetz vom 16. September 1982 erhielt die Zweigstelle Pirmasens die Bezeichnung auswärtige Kammern Pirmasens des Arbeitsgerichtes Kaiserslautern.